# Oudenrijn

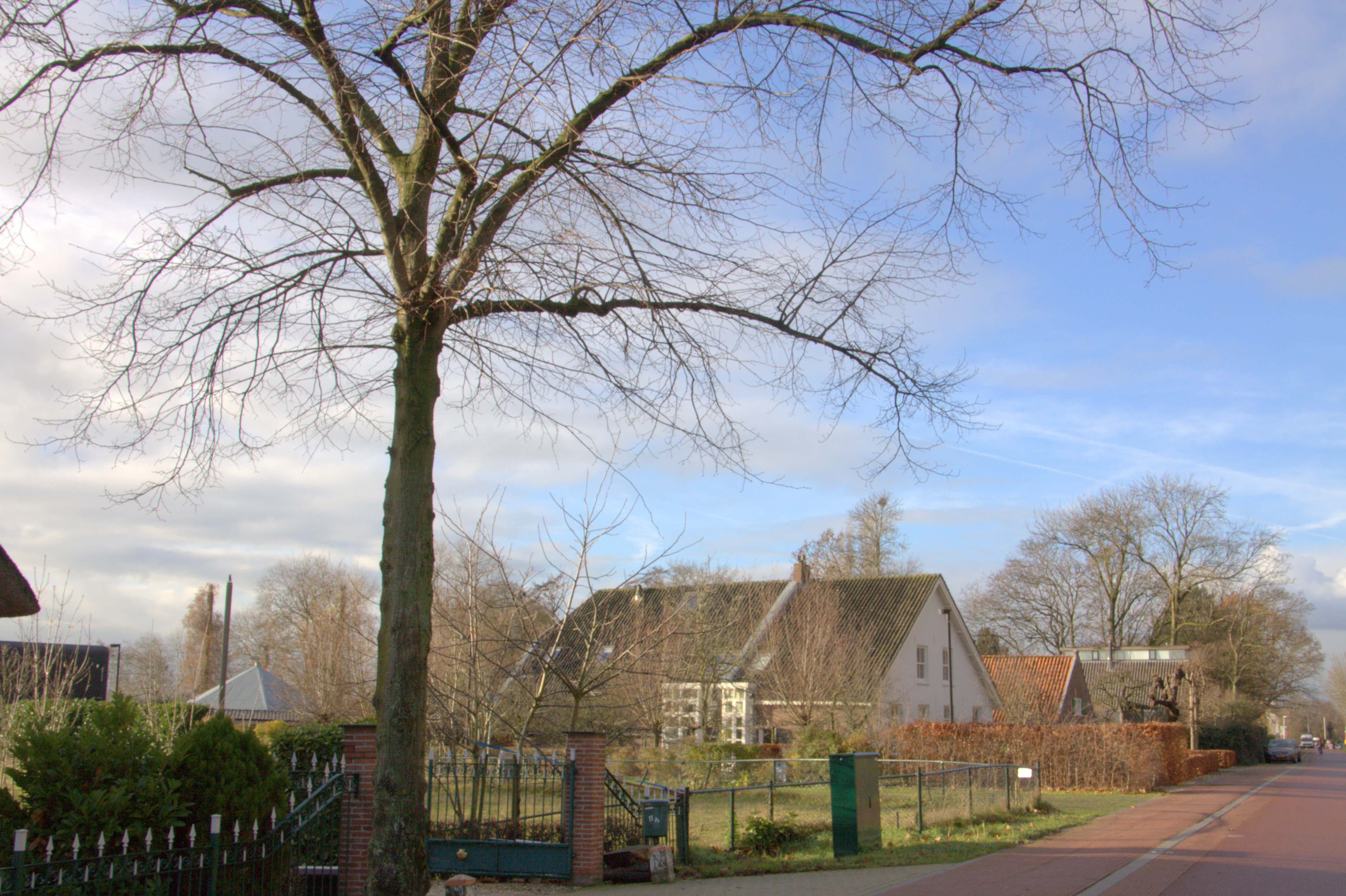
Ferme sur la Rijksstraatweg à De Meern dans le hameau d'Oudenrijn en 2018.

Oudenrijn est une ancienne commune néerlandaise de la province d'Utrecht.
Du 1er janvier 1812 au 1er janvier 1818, la commune était rattachée à Jutphaas.
Oudenrijn était composée des hameaux d'Oudenrijn, Heikop, Papenkop et Galekop. En 1840, la commune comptait 88 maisons et 477 habitants.
Le 1er janvier 1954 Oudenrijn a fusionné avec la commune de Vleuten, Haarzuilens et Veldhuizen pour former la nouvelle commune de Vleuten-De Meern.
Sur le territoire de l'ancienne commune se trouve aujourd'hui l'un des plus grands échangeurs des Pays-Bas, l'échangeur d'Oudenrijn, croisement des autoroutes A2 et A12.